# Beyond Westworld
Beyond Westworld ist eine US-amerikanische Fernsehserie aus dem Jahr 1980, die sich an die beiden Spielfilme Westworld und Futureworld – Das Land von Übermorgen anlehnte und nur aus fünf Folgen besteht.

## Handlung
John Moore, Sicherheitschef der Delos Corporation, und der Agent Pam William versuchen den verrückten Wissenschaftler Quaid aufzuhalten. Dieser will die Weltmacht an sich reißen, indem er wichtige Politiker durch Roboter der Delos Corporation austauscht, die er entwickelt und bei Delos gestohlen hat.

## Hintergrund
Im Gegensatz zu den Spielfilmen war die Serie ein Flop und lediglich fünf Folgen wurden produziert, von denen in den USA nicht alle ausgestrahlt wurden, bis die Serie abgesetzt wurde. Im Vereinigten Königreich wurden alle fünf Folgen von einigen ITV-Sendern separat gezeigt. So wurde bei Granada Television die ersten vier Folgen zwischen dem 2. und 23. August 1980 in einem Sendeplatz am frühen Abend ausstrahlt, die fünfte auf einen Sendeplatz am Morgen im Januar 1981. In den neun Regionen, in denen die vollständige Serie gesendet wurde, erschienen die Folgen 2–5 in unterschiedlicher und zufälliger Reihenfolge, und nur Yorkshire Television zeigte sie mehr als einmal. Ulster Television sendete nur zwei Folgen im Abstand von sechs Monaten. Thames Television strahlte im Sommer 1982 alle fünf Folgen am frühen Nachmittag aus.
In Deutschland wurde die Serie nicht gesendet. Eine Folge der Serie befindet sich als Extra auf der Blu-ray Disc von Westworld, die 2013 auf dem deutschen Markt erschienen ist.

## Folgen
1. Westworld Destroyed
2. My Brother’s Keeper
3. Sound of Terror
4. The Lion
5. Take-over

## Rezeption
Die Serie wurde 1980 für zwei Primetime Emmy Awards nominiert, gelangte aber nicht in die Platzierung.
Auch wenn die Serie als recht albern kommentiert wurde, wertet William Bibbiani bei ign.com 2018: „Es ist einfach, eine Serie wie ‚Beyond Westworld‘ anzusehen und zu kichern, aber sie wurde zu einer anderen Zeit gedreht, als Fernsehsendungen hauptsächlich episodisch waren und die komplizierten, fortlaufenden Mysterien und Charakterbögen, die wir heute kennen, nicht realisierbar waren. Schließlich gab es keine Garantie dafür, dass das Publikum jede Folge oder der Reihe nach ansehen konnte,“ was die Umsetzung als „Serie vom Typ ‚Android of the Week‘ erklärbar mache.“